# Las literatas
Las literatas és un article escrit per Rosalía de Castro i publicat el 1866 a Lugo dins l'Almanaque de Galícia. El text és un assaig en forma de carta ficcional escrita en nom de Nicanora que va dirigida a un altre personatge anomenat Eduarda, tal com indica el subtítol Carta a Eduarda. L'autora publica aquesta carta amb una nota al final explicant que quan passejava pels afores de la ciutat es va trobar un maletí que contenia aquesta carta i que donada l'analogia que hi ha entre qui l'ha escrita i ella, ha decidit publicar-la. El més probable és que optés per aquesta solució de distanciament per tal de no veure's immersa en una polèmica per haver defensat el que es considerava el pitjor que pot esdevenir una dona. I, a més, molt encertadament tria el gènere epistolar que fa augmentar el realisme, ja que era comú que entre dones benestants i culturitzades s'escrivissin per compartir i debatre els seus coneixements i preocupacions.

## Contingut
La carta, escrita en nom de Nicanora, aconsella a la seva amiga Eduarda que abandoni el seu afany d'escriure i publicar al·legant certs aspectes de la vida social de l'època que impedeixen el bon veure de les dones lectores i escriptores. El primer punt a observar és el fet que hi ha tants escriptors que no en calen més. Això pot ser pel context social del segle xix, una època en què les dones comencen a escriure creant un boom de literatura escrita per dones, tenint en compte la gran quantitat que ja suposaven les publicacions masculines. Tanmateix, les dones no van tenir la possibilitat d'escriure sense censura, ja que s'esperava d'elles sobretot literatura sentimental i, en cap cas, literatura social o política. Encara que hi hagué moltes dones romàntiques que escrivien, moltes d'elles van tenir problemes al no ser acceptades per la societat per la mala fama que comportava.
El text continua amb una anècdota que li passà a Nicanora, en la qual parla del barber del seu marit, a qui la cuinera lloa sense ser més que un barber ximple que s'atreveix a escriure un llibre i posar-lo al mateix nivell de la bona literatura. Això porta a l'autora de la carta a trencar les seves obres per la pèrdua en la fe que tenia posada en l'escriptura. Més tard utilitza aquesta mateixa anècdota per assenyalar que, per ser un escriptor mediocre com el barber, no cal ser escriptor en absolut, encara que només sigui per tenir una mica de respecte a l'orgull literari. Aquí introdueix que la idea que ser dona en el món literari només serveix perquè es burlin d'una mateixa, ja que res del que faci una dona escriptora pot ser-li beneficiós. Si calla, se l'acusa de tímida i mediocre conversadora. Si parla, només busca cridar l'atenció. Si intenta passar desapercebuda, segurament la prenguin per boja. La marginació de les dones literates ve, principalment, de la idea que una dona ha de servir per acontentar l'home i la dona intel·lectual no pot satisfer aquesta demanda perquè la dona que escriu descuida els seus deures domèstics, que són la seva principal responsabilitat. Aquesta és una raó més per impedir la culturització de les dones, però realment el problema és que l'home sent que els camps intel·lectuals que durant segles han estat exclusius d'ell, ara pateixen una intrusió que amenaça amb robar-los aquesta posisicó de superioritat. Això repercuteix, no només en la dona escriptora sinó també en la lectora, que li és vetada l'admissió en biblioteques amb el pretext que la dona es creu tot allò que llegeix i això pot dur-la a fer coses que no són moralment acceptables i, fins i tot, poden arribar a convertir-se en llibertàries.
Nicanora continua explicant que si un marit valora el talent de la seva esposa i li respecta el desig d'escriure, llavors res del que escrigui ella li serà reconegut de la seva ploma, i marit i muller hauran d'aguantar burles i insults, ell per voler presumir de tenir una muller poetessa o novelista, i ella per ser egoista i obligar el seu marit a escriure-li les obres que la faran “immortal”. L'autora conclou que aquests greuges són provocats per la crua enveja d'aquells que no poden suportar que una dona demostri tenir el mateix o, fins i tot, superior capacitat intel·lectual que ells.
Finalment, prega a Eduarda que reflexioni sobre el desig de ser escriptora perquè aquesta no pot viure humanament en pau sobre la terra. Si una escriptora es casa amb un home vulgar, encara que sigui ell qui la turmenti i oprimeixi, per la resta de la gent serà ella qui el té sotmès i humiliat, i el menyspreu que creixerà en ell contra ella, la ferirà i la farà indigne per haver fallat en el deure de la muller d'honrar i fer digne la vida del seu marit que a la vegada és la seva.
Gairebé tots els termes que s'utilitzaven per anomenar la dona escriptora eren despectius o, encara que no ho fossin, agafaven aquest to. És el cas de “literatas”, “poetisas”, “bachilleras” i “novelistas”. Castro es fa seu el malnom “literatas” en un joc sembant al que trobem a Lieders en què fent ús de la ironia es posiciona al mateix nivell que els seus iguals masculins i quan es riuen d'ella, ella també riu amb ells, com a estratègia per descol·locar-los i desvergonyir-se. Tota la Carta a Eduarda està expressada irònicament. Aquesta eina li serveix, a més de reivindicar les escriptores d'una manera molt més interessant, per fer-la més subtil, ja que des d'una lectura recta no se la pot acusar d'incentivar les dones a escriure.
El nom de Jorge Sand apareix dues vegades amb funcions diferents: com a referència a l'alta literatura i com a excepció femenina entre els escriptors (Masó, 2012: 69). Per a Rosalía de Castro, George Sand és una escriptora que no ha de suportar les crítiques que habitualment reben les dones lletrades o poetesses. Es tracta d'una excepcionalitat que aquesta autora pertanyi a l'estatus d'autor, al costat de Victor Hugo, Balzac o Walter Scott i, per tant, és un dels grans referents de Rosalía. Ho sabem, també, perquè apareix el seu nom unes quantes vegades a La hija del mar.